# Jeanette Loff
Jeanette Loff, anche Janette e Jeannette Loff o Lov (Orofino, 9 ottobre 1906 – Los Angeles, 4 agosto 1942), è stata un'attrice e cantante statunitense.

## Biografia
Janette era la prima di tre figlie di emigrati europei: il padre, Morris Lov, era un violinista danese, la madre Inga era norvegese. Nel 1910 la famiglia si trasferì prima a Lewiston, in Idaho, dove cambiò in Loff il cognome originario, poi a Portland, nell'Oregon. Qui Janette studiò musica e canto nel conservatorio e suonò l'organo nelle sale cinematografiche durante la proiezione dei film muti.
Non è chiaro come iniziasse la sua carriera cinematografica a Los Angeles. A partire dal 1926, con Young April, una produzione DeMille, cominciò con brevi apparizioni non accreditate e in My Friend from India (1927), della stessa produzione, ebbe per la prima volta il suo nome nello schermo. Quell'anno sposò un rappresentante di commercio da cui divorziò due anni dopo. Fino al 1930 prese parte a 14 film, con ruoli da protagonista nelle commedie Hold 'Em Yale, Annapolis. Love Over Night e nel western The Black Ace, tutti del 1928, anno in cui iniziò una breve relazione col regista Paul Bern, mentre in Il re del jazz (1930), mostrò le sue buone doti di cantante. 
Insoddisfatta della sua carriera, Jeanette Loff, che aveva annunciato il proprio fidanzamento con l'attore e compositore Walter O'Keefe, col quale aveva recitato nel film The Sophomore, lasciò Los Angeles per New York, in cerca di lavoro nei teatri di Broadway, ma con scarsa fortuna. Tornata a Los Angeles nel 1933, ebbe una parte di primo piano soltanto in St. Louis Woman e in Flirtation , e la sua carriera finì con Million Dollar Baby (1934).
Nel 1935 sposò Bert Friedlob, un commerciante all'ingrosso di liquori ben introdotto nei locali di Hollywood e molto interessato alle attrici: nel 1946 sposò Eleanor Parker. Jeanette Loff era già morta nel 1942, trovata avvelenata in casa da una dose letale di ammoniaca. Non fu mai chiarito se si trattò di una disgrazia, di un suicidio o persino di un omicidio. Fu sepolta nel Forest Lawn Memorial Park di Glendale.

## Filmografia parziale
- Young April (1926)
- My Friend from India (1927)

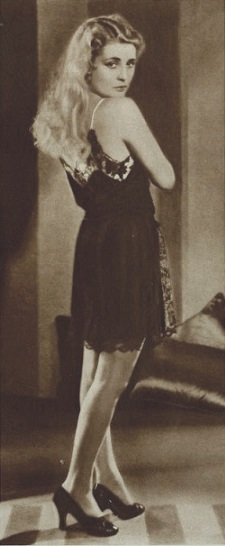
Jeanette Loff

- L'uomo senza volto (The Man Without a Face), regia di Spencer Gordon Bennet (1928)
- Hold 'Em Yale, regia di Edward H. Griffith (1928)
- The Black Ace (1928)
- Annapolis (1928)
- Love Over Night (1928)
- The Sophomore (1929)
- Party Girl (1930)
- Il re del jazz (1930)
- L'inafferrabile (1930)
- St. Louis Woman (1934)
- Il rifugio (Hide-Out), regia di W. S. Van Dyke (1934)
- Flirtation (1934)
- Million Dollar Baby (1934)

## Fonti
- (EN)  Biografia